# Limont-Fontaine
Limont-Fontaine is een gemeente in het Franse Noorderdepartement (regio Hauts-de-France) en telt 571 inwoners (2005). De plaats maakt deel uit van het arrondissement Avesnes-sur-Helpe.

## Geografie
De oppervlakte van Limont-Fontaine bedraagt 6,8 km², de bevolkingsdichtheid is 84,0 inwoners per km².
De onderstaande kaart toont de ligging van Limont-Fontaine met de belangrijkste infrastructuur en aangrenzende gemeenten.

## Demografie
Onderstaande figuur toont het verloop van het inwonertal (bron: INSEE-tellingen).